# Panamerikanische Konferenz (1906)
Die Panamerikanische Konferenz von 1906, auch Dritte panamerikanische Konferenz genannt, tagte zwischen dem 23. Juli 1906 und dem 27. August 1906 in Rio de Janeiro. Der Kongress bildete die Fortsetzung der Zweiten Panamerikanischen Konferenz von 1901/1902 in Mexiko. Besondere Aufmerksamkeit erfuhr die Konferenz durch die Anwesenheit des US-amerikanischen Außenministers Elihu Root.

## Teilnehmer
Es waren 19 amerikanische Staaten vertreten: Vereinigte Staaten, Argentinien, Bolivien, Brasilien, Chile, Costa Rica, Ecuador, El Salvador, Guatemala, Honduras, Kolumbien, Kuba, Mexiko, Nicaragua, Panama, Paraguay, Peru, San Domingo, und Uruguay. Es fehlten Haiti und Venezuela.

## Ergebnisse der Konferenz

### Schiedsgerichtsbarkeit
Die Weiterentwicklung der Schiedsgerichtsbarkeit für die zwischen den Mitgliedstaaten entstehenden Streitigkeiten wurde kontrovers diskutiert. Einstimmig beschlossen wurde aber auf Vorschlag der Vereinigten Staaten eine Resolution, wonach der Hoffnung der an der Konferenz teilnehmenden Republiken zum Ausdruck gegeben werden sollte, dass es der Zweiten Haager Konferenz vom 15. Juni bis zum 18. Oktober 1907 in Den Haag, an der auch alle amerikanischen Staaten teilnehmen würden, gelingen möge, zu einem allgemeinen Schiedsabkommen zu gelangen. Dies geschah in der Folgezeit mit dem I. Haager Abkommen betreffend die friedliche Erledigung von internationalen Streitfällen vom 18. Oktober 1907, das noch heute in Kraft ist.

### Geldreklamationen
Beschlossen wurde eine Resolution, die den verschiedenen Republiken empfiehlt, den auf der Zweiten Panamerikanischen Konferenz am 30. Januar 1902 geschlossenen „Schiedsvertrag für Geldreklamationen“ – gemeint sind: Reklamationen über Verluste und Schäden des Bürgers eines Staates in einem anderen – bis 31. Dezember 2012 zu ratifizieren. Der Schiedsvertrag war bis dahin nur von acht Staaten ratifiziert worden. Die übrigen sahen von einer Ratifikation zunächst ab, weil sie befürchteten, die innerstaatliche Vorbefassung durch Behörden und Gerichte werde durch den Vertrag ausgeschlossen.

### Öffentliche Schulden
Die Konferenz befasste sich mit dem Problem der gewaltsamen Eintreibung öffentlicher Schulden. Die vom argentinischen Außenminister Drago vertretene Auffassung besagt, dass Geldforderungen, die ein Staat gegen einen anderen Staat geltend macht, nicht Anlass zu kriegerischen Interventionen geben dürfen (sog. Drago-Doktrin). Einstimmig verabschiedet wurde eine Resolution, in der empfohlen wird, dass die Zweite Haager Konferenz ersucht werde, zu erwägen, ob und eventuell in welchem Umfange die Anwendung der Gewalt bei der Eintreibung öffentlicher Schulden zulässig sei. Dort fand sie Eingang in das „II. Haager Abkommen betreffend die Beschränkung der Anwendung von Gewalt bei der Eintreibung von Vertragsschulden“ vom 18. Oktober 1907, das heute noch gilt.

### Büro
Um künftige Konferenzen vorzubereiten und die Ergebnisse bisheriger Konferenzen hinsichtlich ihrer Umsetzung besser zu begleiten, wurde beschlossen, in jedem Staat ein ständiges Komitee zu errichten, das mit der Fortführung aller panamerikanischen Arbeiten zu betrauen ist. Diese Komitees haben das Büro der amerikanischen Republiken, das in Washington, D.C. ein noch zu errichtendes eigenes Gebäude erhalten soll, bei der Fortführung des Konferenzwerkes zu unterstützen. Dieses Gebäude wurde am 26. April 1910 feierlich eröffnet.

### Kodifikation des öffentlichen und privaten internationalen Rechts
Die auf der Zweiten Panamerikanischen Konferenz von 1901/1902 empfohlene Einsetzung einer Kommission von fünf Juristen zur Vorbereitung eines Entwurfs für einen Kodex des öffentlichen und privaten internationalen Rechts kam nicht zustande. Gleichwohl herrschte auf der Konferenz zu Rio die Ansicht vor, dass eine Kommission, in der alle Staaten vertreten sind, sich zunächst jenen Regeln und Grundsätzen des internationalen Rechtes zuwenden sollte, die bereits in Verträgen oder Konventionen zwischen zwei oder mehreren amerikanischen Republiken angenommen worden waren. Die Vierte Panamerikanische Konferenz im Jahre 1910 in Buenos Aires sollte den Bericht dieser Kommission einer Prüfung unterziehen und die gezeitigten Ergebnisse in einem oder in mehreren Verträgen festlegen. Der erste Zusammentritt der Kommission sollte im Jahre 1907 in Rio de Janeiro erfolgen.

### Entwicklung des Handelsverkehrs zwischen den amerikanischen Republiken
Von ursprünglich erwogenen Empfehlungen allgemeiner handelspolitischer Maßnahmen, die die Bewegungsfreiheit der einzelnen Regierungen hätte beschränken können, wurde Abstand genommen. Auch einzelne Vorschläge zur Ausgestaltung des Dienstes der Handelsmarine zwischen den Staaten kamen zu keiner Verabschiedung. Beschlossen wurde, Informationen über die Naturreichtümer, über die beabsichtigten öffentlichen Arbeiten und über die gesetzmäßigen Bedingungen, unter welchen es möglich ist, von den amerikanischen Regierungen Land-, Minen- und Forstkonzessionen zu erhalten, zu sammeln und zu ordnen und regelmäßig in den Bulletins des Büros zu veröffentlichen. Es wurde ferner der Zusammentritt einer neuen Kaffeekonferenz, wie sie 1903 in New York stattfand, empfohlen. Als Sitz der Konferenz wurde São Paulo in Aussieht genommen. Hingegen wurde die Einberufung eines zweiten Zollkongresses und die Schaffung einer Zollkommission mit dem Hinweis abgelehnt, dass das internationale Büro in seiner neuen Ausgestaltung ohnehin in der Lage wäre, die Aufgaben einer solchen Konferenz zu erfüllen.

### Einbürgerung
Die Konferenz nahm den Entwurf einer Konvention an, in der bestimmt wird, dass die Staatsangehörigen eines der Vertragsländer, die in einem anderen Vertragstaate eingebürgert worden sind, jedoch wieder ihren Aufenthalt in ihrem ursprünglichen Heimatland nehmen, ohne Absicht, in das Land der Einbürgerung zurückzukehren, die Staatsbürgerschaft in dem zweiten Staate verlieren und sie im Staate ihrer ursprünglichen Heimat wieder erwerben. Die Absicht, nicht wieder in das Land der Einbürgerung zurückzukehren, soll angenommen werden, wenn der betreffende Bürger mehr als zwei Jahre in seiner ursprünglichen Heimat Aufenthalt genommen hat. Das Abkommen entsprach den Vereinbarungen, die die USA zuvor mit mehreren europäischen Staaten getroffen hatten, und die unter der Bezeichnung Bancroft-Verträge in die Geschichte des Völkerrechts eingingen.

### Patente, Handelsmarken und Urheberrechtsschutz
Die auf der Zweiten Panamerikanischen Konferenz von 1901/1902 in Mexiko empfohlene Konvention zum Schutz des geistigen und industriellen Eigentums wurde mit einigen Neuerungen – u. a. der Errichtung zweier internationaler Büros, die in Havanna und Rio de Janeiro ihren Sitz haben sollen, um dort Patente, Markenschutz und Urheberrechte zu registrieren – bestätigt.

### Sanitätspolizei und Quarantäne
Die auf diesem Gebiet von den beiden vorhergehenden Konferenzen geleisteten Arbeiten und die von den einzelnen Staaten in Bezug auf Quarantäne und Sanitätspflege unternommenen Maßnahmen führten zur Empfehlung, den in Rio de Janeiro abgeschlossenen und am 14. Oktober 1905 in Washington unterzeichneten Sanitätsvertrag anzunehmen. Weitere empfohlene Maßnahmen waren Regeln zur Sanierung der Städte und besonders der Häfen. Die Schaffung einer in Südamerika zu errichtenden Zentrale für die Sammlung von Erfahrungen im Sanitätswesen wurde als einer der wichtigsten Punkte der bevorstehenden Konferenz aufgestellt.

### Panamerikanische Eisenbahn
Die auf der Zweiten Panamerikanischen Konferenz von 1901/1902 in Mexiko geschaffene Ständige Kommission für die interkontinentale Bahn erstattete der Konferenz einen umfangreichen Bericht, in dem die Fortschritte der Angliederung der verschiedenen Eisenbahnsysteme an die interkontinentale Linie dargestellt wurden. Die Konferenz nahm verschiedene Empfehlungen an, die geeignet sind, den Ausbau der Bahn zu erleichtern und zu beschleunigen.

### Ausübung der gelehrten Berufe
Der in Bezug auf diese Materie auf der Zweiten Panamerikanischen Konferenz von 1901/1902 in Mexiko angenommene Vertrag wurde in Rio ohne Änderung angenommen und den Regierungen zur Annahme und Ratifikation empfohlen.